# Reprezentacja Kanady w koszykówce mężczyzn
Reprezentacja Kanady w koszykówce mężczyzn – zespół koszykarski, reprezentujący Kanadę w meczach i sportowych imprezach międzynarodowych, powoływany przez selekcjonera, w którym występować mogą wszyscy zawodnicy posiadający obywatelstwo kanadyjskie, niezależnie od wieku, czy narodowości. Za jej funkcjonowanie odpowiedzialny jest Canada Basketball, która powstała w 1923 roku, natomiast do FIBA została dołączona w 1936 roku.
Reprezentacja Kanady 9-krotnie uczestniczyła w turnieju olimpijskim: wicemistrzostwo 1936 oraz dwukrotnie 4. miejsce (1976, 1984), 14-krotnie w mistrzostwach świata, 19-krotnie w mistrzostwach Ameryki, na których dwukrotnie zdobyła wicemistrzostwo (1980, 1999) oraz 4-krotnie brązowy medal (1984, 1988, 2001, 2015), 14-krotnie w igrzyskach panamerykańskich: wicemistrzostwo 2015, oraz 23-krotnie na uniwersjadzie, na której zdobyła mistrzostwo (1983), 4-krotnie wicemistrzostwo (1991, 1993, 1997, 2011) oraz 4-krotnie brązowy medal (1985, 1995, 2003, 2007).

## Historia
Reprezentacja Kanady została dołączona do FIBA w 1936 roku, co jeszcze w tym samym dało jej możliwość występu na pierwszym w historii koszykarskim turnieju olimpijskim, który został rozegrany w Berlinie oraz na którym zdobył srebrny medal po przegranej 14 sierpnia 1936 roku w finale 19:8 z faworyzowaną reprezentacją Stanów Zjednoczonych.
W następnych latach Team Canada nie zdobyła medali na turniejach rangi światowej, choć w latach 70. i 80. była jedną z czołowych drużyn na świecie, a o jej sile wówczas stanowili: Jay Triano i Bill Wennington, którzy byli również w składzie zwycięskiej drużyny z letniej uniwersjady 1983 w Toronto.
W latach 90. i pierwszej dekadzie XXI wieku największą gwiazdą Team Canada był jeden z najlepszych zawodników ligi NBA, Steve Nash.
6 września 2009 roku Team Canada po zajęciu 4. miejsca na mistrzostwach Ameryki 2009 na Roberto Clemente Coliseum w portorykańskim San Juan po przegranej w meczu o 3. miejsce z reprezentacją Argentyny 88:73 zakwalifikowała się na mistrzostwa świata 2010 w Turcji, na których zajęła ostatnie, 6. miejsce w Grupie D, w efekcie czego w całym turnieju została sklasyfikowana na 22. miejscu, a krytycy za słaby wynik obwiniali nieobecnych na tym turnieju Steve'a Nasha (zakończył karierę reprezentacyjną w 2007 roku), a także Matta Bonnera (nie dostał na czas obywatelstwa kanadyjskiego), Samuela Dalemberta (konflikt z selekcjonerem Leo Rautinsem) oraz Jamaala Magloire'a (zakończenie kariery reprezentacyjnej).
9 maja 2012 roku Steve Nash został menedżerem generalnym Team Canada.
Na igrzyskach panamerykańskich 2015 w Toronto, na których turniej koszykówki odbył się w Ryerson Athletic Centre, Team Canada dotarła do finału, w którym przegrała 26 lipca 2015 roku z reprezentacją Brazylii 86:71 oraz na Igrzyskach Wspólnoty Narodów 2018 w australijskim Gold Coast również dotarła do finału, w którym przegrała 15 kwietnia 2018 roku na Gold Coast Convention and Exhibition Centre 87:47 z gospodarzem turnieju, reprezentacją Australii.
W związku ze zbliżającymi się mistrzostwami świata 2019 w Chinach menedżer generalny Canada Basketball, Rowan Barrett mianował na stanowisko selekcjonera Team Canada trenera Toronto Raptors, Nicka Nurse'a, który został zakontraktowany na ten turniej oraz turniej olimpijski 2020 w Tokio w przypadku awansu.
Pod koniec listopada 2020 roku Team Canada za radą ekspertów medycznych ze względu na ryzyko związane z pandemią COVID-19 wycofała się z meczów eliminacji mistrzostw Ameryki 2022 z reprezentacją Kuby (26 listopada) oraz reprezentacją Wysp Dziewiczych Stanów Zjednoczonych (30 listopada), w efekcie czego 20 stycznia 2021 roku FIBA ukarała Team Canada odjęciem punktów w rankingu FIBA oraz Canada Basketball grzywną wysokości 160 000 franków szwajcarskich.

## Udział w turniejach międzynarodowych
| Udział w Igrzyskach Olimpijskich | Udział w Igrzyskach Olimpijskich | Udział w Igrzyskach Olimpijskich | Udział w Igrzyskach Olimpijskich | Udział w Igrzyskach Olimpijskich |
| Rok                              | Miejsce                          | M                                | W                                | P                                |
| -------------------------------- | -------------------------------- | -------------------------------- | -------------------------------- | -------------------------------- |
| 1936                             | Wicemistrzostwo                  | 5                                | 4                                | 1                                |
| 1948                             | 9. miejsce                       | 7                                | 5                                | 2                                |
| 1952                             | 9. miejsce                       | 6                                | 3                                | 3                                |
| 1956                             | 9. miejsce                       | 7                                | 5                                | 2                                |
| 1960                             | Nie zakwalifikowała się          | Nie zakwalifikowała się          | Nie zakwalifikowała się          | Nie zakwalifikowała się          |
| 1964                             | 14. miejsce                      | 9                                | 1                                | 8                                |
| 1968                             | Nie zakwalifikowała się          | Nie zakwalifikowała się          | Nie zakwalifikowała się          | Nie zakwalifikowała się          |
| 1972                             | Nie zakwalifikowała się          | Nie zakwalifikowała się          | Nie zakwalifikowała się          | Nie zakwalifikowała się          |
| 1976                             | 4. miejsce                       | 7                                | 4                                | 3                                |
| 1980                             | Bojkot                           | Bojkot                           | Bojkot                           | Bojkot                           |
| 1984                             | 4. miejsce                       | 8                                | 4                                | 4                                |
| 1988                             | 6. miejsce                       | 8                                | 3                                | 5                                |
| 1992                             | Nie zakwalifikowała się          | Nie zakwalifikowała się          | Nie zakwalifikowała się          | Nie zakwalifikowała się          |
| 1996                             | Nie zakwalifikowała się          | Nie zakwalifikowała się          | Nie zakwalifikowała się          | Nie zakwalifikowała się          |
| 2000                             | 7. miejsce                       | 6                                | 4                                | 2                                |
| 2004–2020                        | Nie zakwalifikowała się          | Nie zakwalifikowała się          | Nie zakwalifikowała się          | Nie zakwalifikowała się          |
| Razem                            | Razem                            | 63                               | 33                               | 30                               |

| Udział w mistrzostwach świata | Udział w mistrzostwach świata | Udział w mistrzostwach świata | Udział w mistrzostwach świata | Udział w mistrzostwach świata |
| Rok                           | Miejsce                       | M                             | W                             | P                             |
| ----------------------------- | ----------------------------- | ----------------------------- | ----------------------------- | ----------------------------- |
| 1950                          | Nie zakwalifikowała się       | Nie zakwalifikowała się       | Nie zakwalifikowała się       | Nie zakwalifikowała się       |
| 1954                          | 7. miejsce                    | 9                             | 3                             | 6                             |
| 1959                          | 12. miejsce                   | 6                             | 3                             | 3                             |
| 1963                          | 11. miejsce                   | 8                             | 3                             | 5                             |
| 1967                          | Nie zakwalifikowała się       | Nie zakwalifikowała się       | Nie zakwalifikowała się       | Nie zakwalifikowała się       |
| 1970                          | 10. miejsce                   | 8                             | 3                             | 5                             |
| 1974                          | 8. miejsce                    | 9                             | 3                             | 6                             |
| 1978                          | 6. miejsce                    | 10                            | 4                             | 6                             |
| 1982                          | 6. miejsce                    | 8                             | 3                             | 5                             |
| 1986                          | 8. miejsce                    | 10                            | 5                             | 5                             |
| 1990                          | 12. miejsce                   | 8                             | 3                             | 5                             |
| 1994                          | 7. miejsce                    | 8                             | 4                             | 4                             |
| 1998                          | 12. miejsce                   | 8                             | 1                             | 7                             |
| 2002                          | 13. miejsce                   | 5                             | 2                             | 3                             |
| 2006                          | Nie zakwalifikowała się       | Nie zakwalifikowała się       | Nie zakwalifikowała się       | Nie zakwalifikowała się       |
| 2010                          | 22. miejsce                   | 5                             | 0                             | 5                             |
| 2014                          | Nie zakwalifikowała się       | Nie zakwalifikowała się       | Nie zakwalifikowała się       | Nie zakwalifikowała się       |
| 2019                          | 21. miejsce                   | 5                             | 2                             | 3                             |
| 2023                          | Kwalifikacja                  | 0                             | 0                             | 0                             |
| Razem                         | Razem                         | 107                           | 39                            | 68                            |

| Udział w Mistrzostwach Ameryki | Udział w Mistrzostwach Ameryki | Udział w Mistrzostwach Ameryki | Udział w Mistrzostwach Ameryki | Udział w Mistrzostwach Ameryki |
| Rok                            | Miejsce                        | M                              | W                              | P                              |
| ------------------------------ | ------------------------------ | ------------------------------ | ------------------------------ | ------------------------------ |
| 1980                           | Wicemistrzostwo                | 6                              | 5                              | 1                              |
| 1984                           | 3. miejsce                     | 8                              | 6                              | 2                              |
| 1988                           | 3. miejsce                     | 6                              | 3                              | 3                              |
| 1989                           | 5. miejsce                     | 8                              | 5                              | 3                              |
| 1992                           | 5. miejsce                     | 5                              | 2                              | 3                              |
| 1993                           | 7. miejsce                     | 7                              | 4                              | 3                              |
| 1995                           | 4. miejsce                     | 10                             | 5                              | 5                              |
| 1997                           | 5. miejsce                     | 9                              | 5                              | 4                              |
| 1999                           | Wicemistrzostwo                | 10                             | 7                              | 3                              |
| 2001                           | 3. miejsce                     | 10                             | 6                              | 4                              |
| 2003                           | 4. miejsce                     | 10                             | 5                              | 5                              |
| 2005                           | 9. miejsce                     | 4                              | 1                              | 3                              |
| 2007                           | 5. miejsce                     | 8                              | 4                              | 4                              |
| 2009                           | 4. miejsce                     | 10                             | 4                              | 6                              |
| 2011                           | 6. miejsce                     | 8                              | 3                              | 5                              |
| 2013                           | 6. miejsce                     | 8                              | 4                              | 4                              |
| 2015                           | 3. miejsce                     | 10                             | 8                              | 2                              |
| 2017                           | 8. miejsce                     | 3                              | 1                              | 2                              |
| 2022                           | 4. miejsce                     | 6                              | 3                              | 3                              |
| Razem                          | Razem                          | 146                            | 81                             | 65                             |

| Udział w Igrzyskach Panamerykańskich | Udział w Igrzyskach Panamerykańskich | Udział w Igrzyskach Panamerykańskich | Udział w Igrzyskach Panamerykańskich | Udział w Igrzyskach Panamerykańskich |
| Rok                                  | Miejsce                              | M                                    | W                                    | P                                    |
| ------------------------------------ | ------------------------------------ | ------------------------------------ | ------------------------------------ | ------------------------------------ |
| 1951–1955                            | Nie brała udziału                    | Nie brała udziału                    | Nie brała udziału                    | Nie brała udziału                    |
| 1959                                 | 5. miejsce                           | 6                                    | 2                                    | 4                                    |
| 1963                                 | 6. miejsce                           | 6                                    | 1                                    | 5                                    |
| 1967                                 | 9. miejsce                           | 6                                    | 0                                    | 6                                    |
| 1971                                 | 8. miejsce                           | 4                                    | 2                                    | 2                                    |
| 1975                                 | 6. miejsce                           | 9                                    | 5                                    | 4                                    |
| 1979                                 | 5. miejsce                           | 9                                    | 3                                    | 6                                    |
| 1983                                 | 4. miejsce                           | 9                                    | 4                                    | 5                                    |
| 1987                                 | 5. miejsce                           | 7                                    | 5                                    | 2                                    |
| 1991                                 | 9. miejsce                           | 5                                    | 1                                    | 4                                    |
| 1995                                 | Nie brała udziału                    | Nie brała udziału                    | Nie brała udziału                    | Nie brała udziału                    |
| 1999                                 | 5. miejsce                           | 4                                    | 2                                    | 2                                    |
| 2003                                 | 7. miejsce                           | 5                                    | 2                                    | 3                                    |
| 2007                                 | 7. miejsce                           | 5                                    | 1                                    | 4                                    |
| 2011                                 | 6. miejsce                           | 4                                    | 1                                    | 3                                    |
| 2015                                 | Wicemistrzostwo                      | 5                                    | 4                                    | 1                                    |
| 2019                                 | Nie zakwalifikowała się              | Nie zakwalifikowała się              | Nie zakwalifikowała się              | Nie zakwalifikowała się              |
| 2023                                 | Kwalifikacja                         | 0                                    | 0                                    | 0                                    |
| Razem                                | Razem                                | 84                                   | 33                                   | 51                                   |

| Udział w Igrzyskach Wspólnoty Narodów | Udział w Igrzyskach Wspólnoty Narodów | Udział w Igrzyskach Wspólnoty Narodów | Udział w Igrzyskach Wspólnoty Narodów | Udział w Igrzyskach Wspólnoty Narodów |
| Rok                                   | Miejsce                               | M                                     | W                                     | P                                     |
| ------------------------------------- | ------------------------------------- | ------------------------------------- | ------------------------------------- | ------------------------------------- |
| 2006                                  | Nie brała udziału                     | Nie brała udziału                     | Nie brała udziału                     | Nie brała udziału                     |
| 2018                                  | Wicemistrzostwo                       | 6                                     | 3                                     | 3                                     |
| Razem                                 | Razem                                 | 6                                     | 3                                     | 3                                     |

| Udział w FIFA Diamond Ball | Udział w FIFA Diamond Ball | Udział w FIFA Diamond Ball | Udział w FIFA Diamond Ball | Udział w FIFA Diamond Ball |
| Rok                        | Miejsce                    | M                          | W                          | P                          |
| -------------------------- | -------------------------- | -------------------------- | -------------------------- | -------------------------- |
| 2000                       | 4. miejsce                 | 3                          | 1                          | 2                          |
| 2004–2008                  | Nie brała udziału          | Nie brała udziału          | Nie brała udziału          | Nie brała udziału          |
| Razem                      | Razem                      | 3                          | 1                          | 2                          |

| Udział w Uniwersjadzie | Udział w Uniwersjadzie | Udział w Uniwersjadzie | Udział w Uniwersjadzie | Udział w Uniwersjadzie |
| Rok                    | Miejsce                | M                      | W                      | P                      |
| ---------------------- | ---------------------- | ---------------------- | ---------------------- | ---------------------- |
| 1959–1970              | Nie brała udziału      | Nie brała udziału      | Nie brała udziału      | Nie brała udziału      |
| 1973                   | 4. miejsce             | 8                      | 5                      | 3                      |
| 1977                   | 4. miejsce             | 8                      | 6                      | 2                      |
| 1979                   | 5. miejsce             | 8                      | 5                      | 3                      |
| 1981                   | 5. miejsce             | 8                      | 7                      | 1                      |
| 1983                   | Mistrzostwo            | 7                      | 6                      | 1                      |
| 1985                   | 3. miejsce             | 5                      | 4                      | 1                      |
| 1987                   | 7. miejsce             | 8                      | 5                      | 3                      |
| 1989                   | 4. miejsce             | 6                      | 3                      | 3                      |
| 1991                   | Wicemistrzostwo        | 6                      | 5                      | 1                      |
| 1993                   | Wicemistrzostwo        | 7                      | 5                      | 2                      |
| 1995                   | 3. miejsce             | 8                      | 6                      | 2                      |
| 1997                   | Wicemistrzostwo        | 6                      | 5                      | 1                      |
| 1999                   | 5. miejsce             | 7                      | 5                      | 2                      |
| 2001                   | 6. miejsce             | 2                      | 1                      | 1                      |
| 2003                   | 3. miejsce             | 9                      | 6                      | 3                      |
| 2005                   | 8. miejsce             | 9                      | 5                      | 4                      |
| 2007                   | 3. miejsce             | 8                      | 6                      | 2                      |
| 2009                   | 9. miejsce             | 6                      | 4                      | 2                      |
| 2011                   | Wicemistrzostwo        | 7                      | 5                      | 2                      |
| 2013                   | 4. miejsce             | 8                      | 6                      | 2                      |
| 2015                   | 7. miejsce             | 8                      | 5                      | 3                      |
| 2017                   | 10. miejsce            | 8                      | 5                      | 3                      |
| 2019                   | 6. miejsce             | 6                      | 4                      | 2                      |
| Razem                  | Razem                  | 163                    | 114                    | 49                     |

| Udział w Kontynentalnym Pucharze Marchanda | Udział w Kontynentalnym Pucharze Marchanda | Udział w Kontynentalnym Pucharze Marchanda | Udział w Kontynentalnym Pucharze Marchanda | Udział w Kontynentalnym Pucharze Marchanda |
| Rok                                        | Miejsce                                    | M                                          | W                                          | P                                          |
| ------------------------------------------ | ------------------------------------------ | ------------------------------------------ | ------------------------------------------ | ------------------------------------------ |
| 2007                                       | 3. miejsce                                 | 3                                          | 2                                          | 1                                          |
| 2009                                       | 3. miejsce                                 | 3                                          | 1                                          | 2                                          |
| 2011                                       | 4. miejsce                                 | 3                                          | 0                                          | 3                                          |
| 2013                                       | 5. miejsce                                 | 4                                          | 0                                          | 4                                          |
| 2015                                       | Zwycięstwo                                 | 4                                          | 4                                          | 0                                          |
| Razem                                      | Razem                                      | 17                                         | 7                                          | 10                                         |

## Zawodnicy

### Obecny skład
Skład na Mistrzostwa Ameryki 2022
Kanada
| Nr | Poz. | Nazwisko i imię       | Data urodzenia | Klub                  | Wzrost | Masa ciała |
| -- | ---- | --------------------- | -------------- | --------------------- | ------ | ---------- |
| 0  | SG   | Blair, Jahvon         | 27.03.1998     | Newfoundland Growlers | 190 cm | 86 kg      |
| 1  | PF   | Calloo, Maurice       | 09.04.1999     | Guelph Nighthawks     | 203 cm | 100 kg     |
| 2  | PG   | Bell-Haynes, Trae     | 05.09.1995     | Budućnost Podgorica   | 188 cm | 79 kg      |
| 3  | G    | Babb-Harrison, Jaylen | 07.08.1993     | Niagara River         | 193 cm | 85 kg      |
| 5  | PG   | Gray, Kadre           | 02.11.1997     | Fraser Valley         | 186 cm | 86 kg      |
| 10 | SG   | Bandoo, Devonte       | 12.09.1996     | Edmonton Stingers     | 189 cm | 88 kg      |
| 13 | C    | Young, Khalif         | 05.04.1997     | Medi Bayreuth         | 203 cm | 113 kg     |
| 14 | F    | Kigab, Abu            | 03.11.1998     | Boise State Broncos   | 201 cm | 100 kg     |
| 22 | C    | Posthumus, Chad       | 12.02.1991     | Edmonton Stingers     | 211 cm | 125 kg     |
| 41 | SF   | Pandi, Lloyd          | 10.12.1999     | Carleton Ravens       | 193 cm | 84 kg      |
| 45 | F    | Banton, Dalano        | 07.11.1999     | Toronto Raptors       | 201 cm | 93 kg      |
| 54 | PF   | Kennedy, Thomas       | 01.09.2000     | Windsor Lancers       | 206 cm | 95 kg      |

Selekcjoner:  Nate Mitchell
 Asystenci:  David DeAveiro •  Scott Morrison

### Składy w turniejach międzynarodowych
Igrzyska olimpijskie
Berlin 1936
Gordon Aitchison, Ian Allison, Arthur Chapman, Charles Chapman, Edward Dawson, John Dawson, Alphonse Freer, Donald Grey, Irving Meretsky, Stanley Nantais, Robert Osborne, Douglas Peden, Thomas Pendlebury, James Stewart, Malcolm Wiseman, Trener:  Gordon Fuller.
Londyn 1948
Ole Bakken, Bill Bell, David Bloomfield, Dave Campbell, Harry Kermode, Bennie Lands, Pat McGeer, Reid Mitchell, Mort Morein, Nev Munro, Bob Scarr, Cy Strulovitch, Sol Tolchinsky, Murray Waxman, Trener:  Bob Osborne.
Oslo 1952
Ralph Campbell, William Coulthard, James Curren, Charles Dalton, William Pataky, Glenn Pettinger, Robert Phibbs, Bernard Pickel, Carl Ridd, Robert Simpson, Harry Wade, George Wearring, Roy Williams, Trener:  Paul Thomas.
Melbourne 1956
Ronald Bissett, Doug Brinham, Mel Brown, Bob Burtwell, Edward Lucht, Donald MacIntosh, John McLeod, Coulter Osborne, Bernard Pickel, Ron Stuart, George Stulac, Ed Wild, Trener:  L. Hudson.
Tokio 1964
Walter Birtles, John Dacyshyn, Rolly Goldring, Keith Hartley, Barry Howson, Fred Ingaldson, James Maguire, John McKibbon, Warren Reynolds, Ruby Richman, George Stulac, Joe Stulac, Trener:  Ruby Richman.
Montreal 1976
John Cassidy, Alex Devlin, Cameron Hall, Lars Hansen, Romel Raffin, Martin Riley, Bill Robinson, Jamie Russell, Derek Sankey, Bob Sharpe, Phil Tollestrup, Bob Town, Trener:  Jack Donohue.
Los Angeles 1984
John Hatch, Gord Herbert, Gerald Kazanowski, Howard Kelsey, Dan Meagher, Eli Pasquale, Romel Raffin, Tony Simms, Karl Tilleman, Jay Triano, Bill Wennington, Greg Wiltjer, Trener:  Jack Donohue.
Seul 1988
Norm Clarke, John Hatch, Gerald Kazanowski, Alan Kristmanson, Barry Mungar, Eli Pasquale, Romel Raffin, Karl Tilleman, Jay Triano, David Turcotte, Wayne Yearwood, Dwight Walton, Trener:  Jack Donohue.
Sydney 2000
Rowan Barrett, David Daniels, Greg Francis, Peter Guarasci, Sherman Hamilton, Eric Hinrichsen, Todd MacCulloch, Andrew Mavis, Michael Meeks, Steve Nash, Greg Newton, Shawn Swords, Trener: Jay Triano.
Mistrzostwa świata
Mistrzostwa świata 1954
Roy Burkett, Ken Callis, George Delkers, Doug Gresham, Herb Olafson, Wally Parobec, Carl Ridd, Andy Spack, Mike Spack, Ralph Watts, Trener:  Jim Bullock.
Mistrzostwa świata 1959
Doug Brinham, Al Brown, Bob Burtwell, Ed Lucht, Ed Malecki, John McLeod, Peter Mullins, Lance Stephens, Logan Tait, Brian Upson, Ed Wild, Trener:  Fred Collen.
Mistrzostwa świata 1963
Harry Blacker, Neil Dirom, Gordon Fester, Ken Galanchuk, Bob Inglis, Ken Larsen, Jack Lilja, Bill McDonald, Lance Stephens, Logan Tait, Dave Way, Al West, Trener:  Bob Hamilton.
Mistrzostwa świata 1970
John Barton, Alex Braiden, John Cassidy, Rod Cox, Bruce Dempster, Barry Howson, Terry MacKay, Bob Molinski, Dave Murphy, Bill Robinson, Derek Sankey, Ron Thorsen, Trener:  Paul Mullins.
Mistrzostwa świata 1974
Alex Devlin, Lars Hansen, Ken McKenzie, Michael Moser, Romel Raffin, George Rautins, Martin Riley, Jamie Russell, Bob Sharpe, Robert Stewart, Phil Tollestrup, Trener:  Jack Donohue.
Mistrzostwa świata 1978
Steve Atkin, Tom Bishop, John Cassidy, Tom Kappos, Howard Kelsey, Ross Quakenbush, Leo Rautins, Martin Riley, Jamie Russell, Peter Ryan, Jay Triano, Jim Zoet, Trener:  Jack Donohue.
Mistrzostwa świata 1982
Ron Crevier, Stewart Granger, Gerald Kazanowski, Howard Kelsey, Ken Larson, Dan Meagher, Eli Pasquale, Leo Rautins, Tony Simms, Jay Triano, Bill Wennington, Greg Wiltjer, Trener:  Jack Donohue.
Mistrzostwa świata 1986
Gerry Besselink, John Hatch, Gord Herbert, Gerald Kazanowski, Howard Kelsey, Barry Mungar, Dan Meagher, Eli Pasquale, Tony Simms, Jay Triano, David Turcotte, Greg Wiltjer, Trener:  Jack Donohue.
Mistrzostwa świata 1990
Rick Fox, Stewart Granger, J.D. Jackson, Gerald Kazanowski, Martin Keane, Dan Meagher, Phil Ohl, Eli Pasquale, Tony Simms, Andrew Steinfeld, Dwight Walton, Jim Zoet, Trener:  Ken Shields.
Mistrzostwa świata 1994
Rick Fox, Kory Hallas, J.D. Jackson, Martin Keane, Spencer McKay, Ronn McMahon, Steve Nash, William Njoku, Mike Smrek, Joey Vickery, Dwight Walton, Greg Wiltjer, Trener:  Ken Shields.
Mistrzostwa świata 1998
Rowan Barrett, David Daniels, Greg Francis, Peter Guarasci, Kory Hallas, Sherman Hamilton, Martin Keane, Todd MacCulloch, Michael Meeks, Greg Newton, William Njoku, Joey Vickery, Trener:  Steve Konchalski.
Mistrzostwa świata 2002
Richard Elias Anderson, Rowan Barrett, Titus Channer, Sherman Hamilton, Kevin Jobity, Prosper Karangwa, Michael Meeks, Greg Meldrum, Steve Ross, Shawn Swords, Dave Thomas, Novell Thomas, Trener:  Jay Triano.
Mistrzostwa świata 2010
Jermaine Anderson, Joel Anthony, Ryan Bell, Denham Brown, Jermaine Bucknor, Aaron Doornekamp, Olu Famutimi, Levon Kendall, Kelly Olynyk, Andy Rautins, Robert Sacre, Jevohn Shepherd, Trener:  Leo Rautins.
Mistrzostwa świata 2019
Khem Birch, Melvin Ejim, Brady Heslip, Cory Joseph, Kaza Kajami-Keane, Owen Klassen, Conor Morgan, Andrew Nembhard, Kevin Pangos, Phil Scrubb, Thomas Scrubb, Kyle Wiltjer, Trener:  Nick Nurse.
Mistrzostwa Ameryki
Mistrzostwa Ameryki 1980
Tom Bishop, Reni Dolcetti, Varouj Gurunlian, Howard Kelsey, Perry Mirkovich, Ross Quackenbush, Romel Raffin, Leo Rautins, Martin Riley, Doc Ryan, Jay Triano, Jim Zoet, Trener:  Jack Donohue.
Mistrzostwa Ameryki 1984
John Hatch, Gord Herbert, Gerald Kazanowski, Howard Kelsey, Dan Meagher, Eli Pasquale, Romel Raffin, Tony Simms, Karl Tilleman, Jay Triano, Bill Wennington, Greg Wiltjer, Trener:  Jack Donohue.
Mistrzostwa Ameryki 1988
Barry Bekkedam, Norm Clarke, John Hatch, Alan Kristmanson, Barry Mungar, Eli Pasquale, Romel Raffin, Karl Tilleman, Jay Triano, David Turcotte, Wayne Yearwood, Dwight Walton, Trener:  Jack Donohue.
Mistrzostwa Ameryki 1989
Cord Clemons, Stewart Granger, John Karpis, Gerald Kazanowski, Alan Kristmanson, Spencer McKay, Phil Ohl, Eli Pasquale, Rob Samuels, Tony Simms, Leo Rautins, David Turcotte, Trener:  Ken Shields.
Mistrzostwa Ameryki 1992
J.D. Jackson, Martin Keane, Gerald Kazanowski, Al Kristmanson, Ronn McMahon, Phil Ohl, Leo Rautins, Mike Smrek, Jay Triano, David Turcotte, Bill Wennington, Trevor Williams, Greg Wiltjer, Trener:  Ken Shields.
Mistrzostwa Ameryki 1993
Rowan Barrett, Jeff Foreman, Kory Hallas, Cordell Llewellyn, Ronn McMahon, Steve Nash, William Njoku, David Turcotte, Sean Van Koughnett, Joey Vickery, Dwight Walton, Rob Wilson, Trener:  Ken Shields.
Mistrzostwa Ameryki 1995
Bobby Allen, Phil Dixon, Kory Hallas, Sherman Hamilton, Martin Keane, Michael Meeks, Steve Nash, William Njoku, Joey Vickery, Dwight Walton, Greg Wiltjer, Wayne Yearwood, Trener:  Steve Konchalski.
Mistrzostwa Ameryki 1997
Rowan Barrett, Pascal Fleury, Sherman Hamilton, Martin Keane, Michael Meeks, Steve Nash, William Njoku, Eli Pasquale, Peter Van Elswyk, Joey Vickery, Rob Wilson, Wayne Yearwood, Trener:  Steve Konchalski.
Mistrzostwa Ameryki 1999
Richard Elias Anderson, Rowan Barrett, Peter Guarasci, Sherman Hamilton, Andrew Mavis, Todd MacCulloch, Jordie McTavish, Michael Meeks, Steve Nash, Greg Newton, Shawn Swords, Keith Vassell, Trener:  Jay Triano.
Mistrzostwa Ameryki 2001
David Daniels, Peter Guarasci, Sherman Hamilton, Kevin Jobity, Prosper Karangwa, Andrew Kwiatkowski, Todd MacCulloch, Michael Meeks, Steve Nash, Jerome Robinson, Shawn Swords, Dean Walker, Trener:  Jay Triano.
Mistrzostwa Ameryki 2003
Rowan Barrett, Denham Brown, Greg Francis, Peter Guarasci, Prosper Karangwa, Mike King, Andrew Kwiatkowski, Steve Nash, Greg Newton, Novell Thomas, Jesse Young, Trener:  Jay Triano.
Mistrzostwa Ameryki 2005
Jermaine Anderson, Richard Elias Anderson, Denham Brown, Jermaine Bucknor, Nathan Doornekamp, Carl English, James Gillingham, Kevin Jobity, Levon Kendall, Vidal Massiah, Juan Mendez, Randall Nohr, Trener:  Leo Rautins.
Mistrzostwa Ameryki 2007
Jermaine Anderson, Ryan Bell, Denham Brown, Samuel Dalembert, Carl English, Olu Famutimi, Levon Kendall, Władimir Kuljanin, Juan Mendez, Andy Rautins, David Thomas, Jesse Young, Trener:  Leo Rautins.
Mistrzostwa Ameryki 2009
Jermaine Anderson, Joel Anthony, Ryan Bell, Jermaine Bucknor, Aaron Doornekamp, Carl English, Olu Famutimi, Levon Kendall, Tyler Kepkay, Kyle Landry, Andy Rautins, Jesse Young, Trener:  Leo Rautins.
Mistrzostwa Ameryki 2011
Jermaine Anderson, Joel Anthony, Denham Brown, Aaron Doornekamp, Carl English, Jeff Ferguson, Cory Joseph, Levon Kendall, Kelly Olynyk, Andy Rautins, Jevohn Shepherd, Jesse Young, Trener:  Leo Rautins.
Mistrzostwa Ameryki 2013
Jermaine Anderson, Joel Anthony, Junior Cadougan, Aaron Doornekamp, Brady Heslip, Cory Joseph, Devoe Joseph, Levon Kendall, Andrew Nicholson, Andy Rautins, Jevohn Shepherd, Tristan Thompson, Trener:  Jay Triano.
Mistrzostwa Ameryki 2015
Anthony Bennett, Aaron Doornekamp, Melvin Ejim, Brady Heslip, Cory Joseph, Andrew Nicholson, Kelly Olynyk, Dwight Powell, Robert Sacre, Philip Scrubb, Nik Stauskas, Andrew Wiggins, Trener:  Jay Triano.
Mistrzostwa Ameryki 2017
Richard Amardi, Jermaine Anderson, Joel Anthony, Murphy Burnatowski, Junior Cadougan, Ammanuel Diressa, Grandy Glaze, Olivier Hanlan, Brady Heslip, Andrew Nicholson, Dyshawn Pierre, Xavier Rathan-Mayes, Trener:  Roy Rana.
Mistrzostwa Ameryki 2022
Jaylen Babb-Harrison, Devonte Bandoo, Dalano Banton, Trae Bell-Haynes, Jahvon Blair, Maurice Calloo, Kadre Gray, Thomas Kennedy, Abu Kigab, Lloyd Pandi, Chad Posthumus, Khalif Young, Trener:  Nate Mitchell.
Uniwersjada
Uniwersjada 1983
Kelly Dukeshire, John Hatch, Gord Herbert, Gerald Kazanowski, Howard Kelsey, Dan Meagher, Eli Pasquale, Tony Simms, Karl Tilleman, Jay Triano, Bill Wennington, Greg Wiltjer, Trener:  Jack Donohue.
Igrzyska panamerykańskie
Igrzyska panamerykańskie 2015
Anthony Bennett, Sim Bhullar, Dillon Brooks, Junior Cadougan, Aaron Doornekamp, Melvin Ejim, Carl English, Brady Heslip, Daniel Mullings, Jamal Murray, Andrew Nicholson, Kyle Wiltjer, Trener:  Jay Triano.

## Selekcjonerzy
| Lp. | Imię i nazwisko | Okres urzędowania | Okres urzędowania |
| --- | --------------- | ----------------- | ----------------- |
| 1.  | Gordon Fuller   | 1936              | 1936              |
| 2.  | Bob Osborne     | 1948              | 1948              |
| 3.  | Paul Thomas     | 1952              | 1952              |
| 4.  | Jim Bullock     | 1954              | 1954              |
| 5.  | L. Hudson       | 1956              | 1956              |
| 6.  | Fred Collen     | 1959              | 1959              |
| 7.  | Bob Hamilton    | 1963              | 1963              |
| 8.  | Ruby Richman    | 1964              | 1964              |
| 9.  | Paul Mullins    | 1970              | 1970              |

| Lp. | Imię i nazwisko             | Okres urzędowania | Okres urzędowania |
| --- | --------------------------- | ----------------- | ----------------- |
| 10. | Jack Donohue                | 1972              | 1988              |
| 11. | Ken Shields                 | 1989              | 1994              |
| 12. | Steve Konchalski            | 1995              | 1998              |
| 13. | Jay Triano                  | 1999              | 2004              |
| 14. | Leo Rautins                 | 2005              | 2011              |
| 15. | Jay Triano                  | 2012              | 2019              |
| 16. | Roy Rana (tymczasowy)       | 2017              | 2019              |
| 17. | Gordon Herbert (tymczasowy) | 2018              | 2018              |
| 18. | Nick Nurse                  | 2019              | urzęduje          |

## Stroje

### Sponsorzy
- 2013: Itaú[11]
- 2016: Tigo[12]